# Top League 2019-20
El campeonato de rugby XV de Japón de 2019-20, más conocido como Top League 2019-20 fue la 17.ª edición del torneo profesional de rugby de Japón.
El torneo comenzó en 10 de enero, aprovechando el impulso generado por el éxito de la Copa Mundial de Rugby de 2019 realizada en suelo nipón, además contó con la participación de grandes figuras mundiales del deporte como Dan Carter, Kieran Read, Malcolm Marx, David Pocock, Sam Whitelock y Duane Vermeulen.
El torneo fue cancelado el 23 de marzo de 2020 debido a la pandemia de COVID-19 en el país.

## Clasificación
Tabla de posiciones:
| Pos. | Equipo                    | Encuentros | Encuentros | Encuentros | Encuentros | Tantos | Tantos | Tantos | PB | PB | Puntos |
| Pos. | Equipo                    | PJ         | PG         | PE         | PP         | F      | C      | Dif    | BO | BD | Puntos |
| ---- | ------------------------- | ---------- | ---------- | ---------- | ---------- | ------ | ------ | ------ | -- | -- | ------ |
| 1.º  | Panasonic Wild Knights    | 6          | 6          | 0          | 0          | 273    | 88     | +185   | 6  | 0  | 30     |
| 2.º  | Kobelco Steelers          | 6          | 6          | 0          | 0          | 318    | 75     | +243   | 3  | 0  | 28     |
| 3.º  | Yamaha Jubilo             | 6          | 5          | 0          | 1          | 292    | 98     | +194   | 4  | 0  | 24     |
| 4.º  | Suntory Sungoliath        | 6          | 4          | 0          | 2          | 239    | 113    | +126   | 3  | 2  | 21     |
| 5.º  | NTT Shining Arcs          | 6          | 4          | 0          | 2          | 187    | 111    | +76    | 2  | 1  | 19     |
| 6.º  | Kubota Spears             | 6          | 4          | 0          | 2          | 163    | 114    | +49    | 2  | 1  | 19     |
| 7.º  | Toshiba Brave Lupus       | 6          | 4          | 0          | 2          | 169    | 192    | -23    | 2  | 0  | 18     |
| 8.º  | Toyota Verblitz           | 6          | 3          | 0          | 3          | 202    | 209    | -7     | 2  | 1  | 15     |
| 9.º  | Canon Eagles              | 6          | 3          | 0          | 3          | 140    | 177    | -37    | 1  | 0  | 13     |
| 10.º | Honda Heat                | 6          | 2          | 0          | 4          | 153    | 156    | -3     | 1  | 2  | 11     |
| 11.º | Munakata Sanix Blues      | 6          | 2          | 0          | 4          | 110    | 185    | -75    | 1  | 1  | 10     |
| 12.º | Ricoh Black Rams          | 6          | 2          | 0          | 4          | 72     | 170    | -98    | 0  | 0  | 8      |
| 13.º | Mitsubishi Dynaboars      | 6          | 1          | 0          | 5          | 103    | 244    | -141   | 0  | 1  | 5      |
| 14.º | Hino Red Dolphins         | 6          | 1          | 0          | 5          | 123    | 253    | -150   | 0  | 0  | 4      |
| 15.º | NTT Docomo Red Hurricanes | 6          | 1          | 0          | 5          | 81     | 331    | -250   | 0  | 0  | 4      |
| 16.º | NEC Green Rockets         | 6          | 0          | 0          | 6          | 87     | 176    | -89    | 0  | 2  | 2      |

Nota: Se otorgan 4 puntos al equipo que gane un partido, 2 al que empate y 0 al que pierda
Puntos Bonus: 1 punto por convertir 4 tries o más en un partido y 1 al equipo que pierda por no más de 7 tantos de diferencia